# Echinochloa picta
Echinochloa picta är en gräsart som först beskrevs av K.D.Koenig, och fick sitt nu gällande namn av P.W.Michael. Echinochloa picta ingår i släktet hönshirser, och familjen gräs. IUCN kategoriserar arten globalt som livskraftig. Inga underarter finns listade i Catalogue of Life.